# 太微左垣
太微左垣是中国古代星官名，属三垣之中的太微垣，意为“太微垣的左城墙”，太微左垣共由五星组成，每颗星都由文官武将的官职命名，在现在通用的88星座中分别属于室女座和后发座。

## 太微左垣五星
- 太微左垣一，又名左执法，室女座η，视星等3.89
- 太微左垣二，又名东上相，室女座γ，视星等3.48
- 太微左垣三，又名东次相，室女座δ，视星等3.38
- 太微左垣四，又名东次将，室女座ε，视星等2.83
- 太微左垣五，又名东上将，后发座α，视星等4.32

## 太微左垣增七星
清钦天监1752年编成《仪象考成》星表，太微左垣增加了7颗肉眼可见的星，其中左执法增1星，东次相增1星，东次将增3星，东上将增2星。